# Нікольське (Єнотаєвський район)
Нікольське  (рос. Никольское) — село у Єнотаєвському районі Астраханської області Російської Федерації.
Населення становить 5042 особи (2017). Входить до складу муніципального утворення Нікольська сільрада.

## Історія
Населений пункт розташований на території українського етнічного та культурного краю Жовтий Клин. Від 1925 року належить до Єнотаєвського району.
Згідно із законом від 6 серпня 2004 року органом місцевого самоврядування є Нікольська сільрада.

## Населення
| 1979  | 1989  | 2002  | 2010  | 2012  | 2013  | 2014  |
| ----- | ----- | ----- | ----- | ----- | ----- | ----- |
| 5146  | ↗5739 | ↘5305 | ↘5234 | ↘5211 | ↘5136 | ↘5098 |
| 2015  | 2016  | 2017  |       |       |       |       |
| ↘5093 | ↘5072 | ↘5042 |       |       |       |       |